# 飽水帶

山坡剖面圖顯示包氣帶(Vadose zone)，毛細管邊緣(capilary fringe), 地下水位(water table), 和飽水帶

剖面圖顯示地下水位與地形的變化以及棲息的地下水位

飽水帶（英語：phreatic zone）是地下水面以下含水層的一部分，在此帶中所有的孔隙和裂縫都被水飽和。地下水面以上為不飽和帶或包氣帶。
飽水帶的大小、顏色和深度可能會隨著季節、潮濕和乾燥時期的變化而波動。飽水帶的邊界穩定性和土壤顆粒的特徵及孔隙率有關。薩夫曼-泰勒不穩定性（Saffman–Taylor instability）就是預測手指狀邊界的穩定性。